# Zero vegetatiu

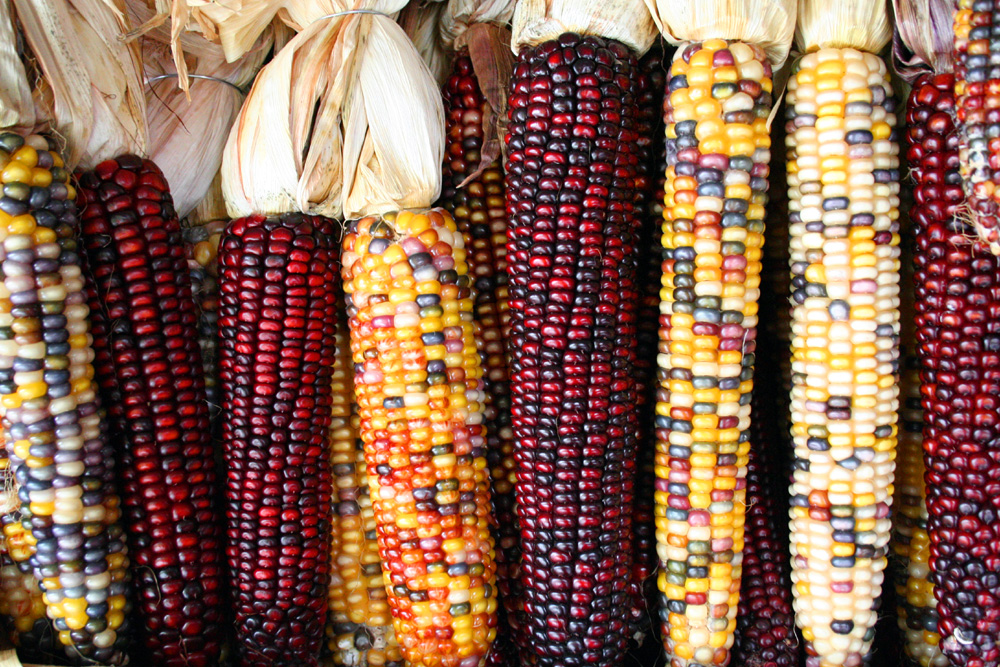
El coneixement del zero vegetatiu i la integral tèrmica necessària permet escollir per cultivar les diverses varietats de blat de moro les quals tenen diferències en les necessitats de temperatures.

El zero vegetatiu en agricultura és la temperatura a partir de la qual una planta inicia o contínua el seu creixement vegetatiu. Aquesta temperatura és variable segons l'espècie o la varietat vegetal. En alguns líquens el zero vegetatiu pot estar lleugerament per sota dels zero graus. En general les plantes d'origen tropical tenen zeros vegetatius molt alts per exemple el bananer 14 °C, mentre les plantes de clima temperat o fred el tenen baix per exemple el blat, l'ordi i el pèsol comencen a créixer (lleugerament) a partir dels 0 °C. Utilitzant el zero vegetatiu com a límit sumant els graus dia obtinguts en un lloc determinat s'obté la integral tèrmica que permet, entre altres coses, planificar les sembres i les collites dels cultius.

## Alguns zeros vegetatius
- Cogombre: 15 °C
- Bananer: 14 °C
- Cítrics: 13 °C
- Albergínia: De 12 a 13 °C (les arrels 15 °C)
- Tomaquera: 12 °C
- Vinya: 10 °C
- Palmera datilera: 10 °C
- Mongeteres: entre 8 i 10 °C
- Patatera: 6 °C
- Blat de moro/dacsa/panís:6 °C
- Gira-sol: 6 °C
- Colza: 5 o 6 °C
- Roser: 5 °C
- Maduixera: 5 °C
- Dactylis glomerata (herba per farratge): de 4 a 5 °C
- Col de cabdell, de Brussel·les i coliflor 5, 3 i 2 °C respectivament
- Blat i altres cereals de clima temperat:al voltant de 0 °C, en l'ordi es considera entre 1 i 2 °C per la germinació[2]